# فو تشي كونغ
فو تشي كونغ (بالفيتنامية: Võ Chí Công)‏ (و. 1912 – 2011 م) هو سياسي من فيتنام ولد في مقاطعة كوانج نام.